# Nikopolis (byzantinisches Thema)
Das Thema von Nikopolis oder Nikopolis (altgriechisch θέμα Νικοπόλεως, Thema Nikopoleōs) war der Name eines byzantinischen Themas in Westgriechenland, das Ätolien, Akarnanien und das südliche Epiros umfasste. Es wurde in der zweiten Hälfte des 9. Jahrhunderts eingerichtet, wahrscheinlich nach 886, und überlebte bis zum Vierten Kreuzzug 1204.

## Geschichte
Wie fast ganz Südosteuropa wurde Epiros im 7. Jahrhundert von slawischen Stämmen erobert und besiedelt. Daher ist über die Region zwischen dem 7. und 9. Jahrhundert fast nichts bekannt, aber durch das Überdauern slawischer Ortsnamen bis heute ist ersichtlich, dass sie sich in großen Zahlen ansiedelten. Die Byzantiner behielten aber die Kontrolle über die Ionischen Inseln, die, zum Thema von Kephallenia zusammengefasst als Basis für das Wiedererstarken der Byzantiner auf dem Festland genutzt wurde, so dass die Region relativ früh wieder re-hellenisiert wurde.
In diesem Zusammenhang wurde das Thema von Nikopolis eingerichtet, auch wenn das genaue Entstehungsjahr unklar bleibt. Es wurde irgendwann zwischen  843 und 899 ins Leben gerufen, als es im Kletorologion des Philotheos belegt ist. Das wahrscheinlichste Datum ist irgendwann nach 886, unter der Regentschaft Leos VI. (regierte 886–912). Sphragistische Hinweise lassen vermuten, dass das Thema aus einem alten (Turma) des Themas der Peloponnes entstanden ist.
Etwa 930 wurde das Thema von Bulgaren geplündert. 980 kehrten die Bulgaren unter Zar Samuil zurück und besetzten das ganze Gebiet bis zum Ambrakischen Golf. Obwohl das Gebiet vom byzantinischen Kaiser Basileios II. (regierte 976–1025) in einer Serie harter Kriege zurückgewonnen werden konnte, blieben die örtlichen Bischöfe dem Erzbistum Ohrid unterstellt, dem früheren bulgarischen Patriarchat. Basileios II. gründete auch einige kleinere Themen an der heutigen griechisch-albanischen Grenze (Koloneia und Dryinoupolis).
In den byzantinisch-normannischen Kriegen des 11. Jahrhunderts wurde die Region verheert: Arta wurde erfolglos belagert und Ioannina wurde von Robert Guiscard erobert. Nikopolis überlebte aber als Thema bis zum Vierten Kreuzzug. Eine Bulle von 1198 erwähnt es zusammen mit dem Thema von Dyrrhachion und Ioannina. Zu dieser Zeit scheint Arta die Hauptstadt des Themas gewesen zu sein.
In der partitio Romaniae von 1204 wurden Epiros und Nikopolis Venedig zugeschlagen, die Venezianer waren aber nicht in der Lage, das Land zu kontrollieren (ausgenommen Dyrrhachion). Der griechische Adelige Michael Komnenos Dukas, der die Tochter des Strategos von Nikopolis geheiratet hatte, nutzte das aus und beherrschte das Gebiet innerhalb weniger Jahre. Zum Zeitpunkt seines Todes  1214/1215 hatte Michael einen starken Staat, das Despotat Epiros, geschaffen, dessen Kern das einstige Thema von Nikopolis war.

## Geographie und Verwaltung
Das Thema von Nikopolis umfasste die moderne griechische Präfektur von Ätolien-Akarnanien und den Gutteil von Epirus bis nach Buthrotum. Dies entsprach etwa der spätantiken Provinz Epirus vetus, begriff aber auch Ätolien mit ein, das Teil der römischen Provinz Achaea gewesen war. Im Osten grenzte es an das Thema von Hellas (wahrscheinlich am Fluss Mornos und den Westhängen des Pindosgebirges) und im Norden an das Thema von Dyrrhachion.
Trotz seines Namens war die Hauptstadt des Themas nicht Nikopolis, das im 8. Jahrhundert in Ruinen lag, sondern  Naupaktos. Das Thema war in Tourmai aufgeteilt, jedes mit seinem eigenen Tourmarchen. Zusätzlich war das Thema ein Stützpunkt für byzantinische Flottenoperationen in der Adria und bei Süditalien. Es beherbergte ein Kontingent von mardaitischen Seesoldaten, wahrscheinlich unter ihrem eigenen Katepano.